# Maiun Chhish
Der Maiun Chhish oder Mayun Chhish ist ein 5880 m hoher Berg im westlichen Karakorum im pakistanischen Sonderterritorium Gilgit-Baltistan.

## Lage
Der Maiun Chhish erhebt sich nördlich vom westlichen Ende des Hunza-Tals. Der Maiun Chhish ist der höchste Punkt eines Gebirgszugs, der südlich des Machuhargletschers in Ost-West-Richtung verläuft. Er befindet sich knapp 20 km südsüdwestlich des Batura I. 13 km nordöstlich, auf der gegenüberliegenden Seite des Machuhargletschers, erhebt sich der Sangemarmar Sar. An der Nordflanke des Maiun Chhish befindet sich der Mandoshgletscher, ein kleinerer Tributärgletscher des Machuhargletschers. Die Ostflanke wird zum Abfluss des Shisparegletschers hin entwässert. Die Süd- und Südwestflanken des Berges werden über einen kleineren Fluss entwässert, der 11,5 km südsüdwestlich des Gipfels bei der Ortschaft Maiun in den Indus mündet.

## Besteigungsgeschichte
Die früheste bekannte Besteigung des Maiun Chhish gelang dem Engländer Peter Thompson bei einer Solotour über die Nordflanke und den Ostnordostgrat von den Machuhar- und Mandoshgletschern aus am 9. August 1993. Im Juni 2016 bestiegen Bruce Normand und Nicolas Preitner den Maiun Chhish über die Ostflanke und den Ostnordostgrat.